# Cayetano de Planella y Fivaller
Cayetano de Planella y Fivaller (Barcelona, 1776-ib. 1863) fue un escritor español, conde de Llar, marqués de Granera.
Perteneció a la Real Academia de Nobles Artes y a la de Arcades de Roma, colaboró con el Diccionario catalán de Labernia y dejó numerosas composiciones en castellano, latín y catalán.